# Meisterschaft von Zürich 1972
Il Meisterschaft von Zürich 1972, cinquantanovesima edizione della corsa, si svolse il 7 maggio 1972 su un percorso di 254 km. Venne vinto dal belga Willy Vanneste, che terminò in 6h34'47".

## Ordine d'arrivo (Top 10)
| Pos. | Corridore        | Squadra     | Tempo    |
| ---- | ---------------- | ----------- | -------- |
| 1    | Willy Van Neste  | Beaulieu    | 6h34'47" |
| 2    | Victor Van Schil | Molteni     | a 10"    |
| 3    | André Poppe      | Van Cauter  | s.t.     |
| 4    | Erwinn Thalmann  | Möbel Märki | a 23"    |
| 5    | Luis Pfenninger  | Rokado      | s.t.     |
| 6    | Emanuele Bergamo | Filotex     | a 3'10"  |
| 7    | Willy In't Ven   | Molteni     | s.t.     |
| 8    | Franco Bitossi   | Filotex     | s.t.     |
| 9    | Georges Pintens  | Van Cauter  | s.t.     |
| 10   | Roger Swerts     | Molteni     | s.t.     |